# Dos Altos
Dos Altos es una villa peruana ubicada en el distrito de La Unión, perteneciente a la provincia y departamento de Piura, al norte del Perú. 

## Ubicación
Dos Altos se ubica al suroeste de la provincia de Piura, en el distrito de La Unión, en el departamento de Piura.

## Demografía
En 2017 Dos Altos tenía una población de 4029 habitantes.
| Gráfica de evolución demográfica de Dos Altos entre 1993 y 2017 |
|                                                                 |
| Fuentes: Población 1993 y 2017                                  |